# Phankham Viphavanh
Phankham Viphavanh (laot.) ພັນຄຳ ວິພາວັນ (ur. 14 kwietnia 1951 w Kong, dystrykt Sam Neua, prowincja Houaphan) – laotański polityk, nauczyciel i nauczyciel akademicki, minister i wicepremier, w latach 2016–2021 wiceprezydent Laosu, od 2021 do 2022 premier Laosu.

## Życiorys
Wywodzi się z ludów tajskich, w 1970 ukończył kolegium nauczycielskie w Wientianie. Od 1977 do 1983 kształcił się w Kijowskim Uniwersytecie Narodowym im. Tarasa Szewczenki. Pomiędzy 1985 a 1988 odbył studia doktoranckie w Instytucie Nauk Społecznych przy KC KPZR i uzyskał stopień doktora. Wieloletni działacz Laotańskiej Partii Ludowo-Rewolucyjnej (od 1968), od 2016 do 2021 wchodził w skład jej sekretariatu (komitetu wykonawczego). W latach 70. pracował jako nauczyciel, następnie wicedyrektor szkoły politycznej przy ministerstwie edukacji i rektor uczelni pedagogicznej w Wientianie (1989–1996). Pomiędzy 1998 a 2003 pracował w różnych komitetach partyjnych, zajmujących się m.in. reformą administracji. Pełnił funkcje przewodniczącego towarzystwa przyjaźni laotańsko-wietnamskiej, szefa Laotańskiego Komitetu Olimpijskiego. W latach 2000–2005 i 2014–2016 wicepremier oraz szef urzędu premiera (w pierwszej kadencji) oraz minister edukacji i sportu (od 2010 do 2016). W międzyczasie od 2005 do 2011 kierował administracją w prowincji Houaphan. Od 26 kwietnia 2016 do 22 marca 2021 pozostawał wiceprezydentem u boku Boungnanga Vorachitha. Z dniem 22 marca 2021 objął stanowisko premiera, które pełnił do 30 grudnia 2022.
W 2019 odznaczony Wielką Wstęgą Orderu Wschodzącego Słońca.